# Condé-sur-Sarthe
Condé-sur-Sarthe és un municipi francès situat al departament de l'Orne i a la regió de Normandia. L'any 2007 tenia 2.150 habitants.

## Demografia

### Població
El 2007 la població de fet de Condé-sur-Sarthe era de 2.150 persones. Hi havia 858 famílies de les quals 224 eren unipersonals (108 homes vivint sols i 116 dones vivint soles), 309 parelles sense fills, 293 parelles amb fills i 32 famílies monoparentals amb fills.
La població ha evolucionat segons el següent gràfic:
Habitants censats

### Habitatges
El 2007 hi havia 940 habitatges, 873 eren l'habitatge principal de la família, 18 eren segones residències i 49 estaven desocupats. 841 eren cases i 95 eren apartaments. Dels 873 habitatges principals, 605 estaven ocupats pels seus propietaris, 259 estaven llogats i ocupats pels llogaters i 9 estaven cedits a títol gratuït; 9 tenien una cambra, 82 en tenien dues, 99 en tenien tres, 235 en tenien quatre i 448 en tenien cinc o més. 713 habitatges disposaven pel capbaix d'una plaça de pàrquing. A 408 habitatges hi havia un automòbil i a 414 n'hi havia dos o més.

### Piràmide de població
La piràmide de població per edats i sexe el 2009 era:
| Homes | Edats   | Dones |
| ----- | ------- | ----- |
| 4     | 95 o +  | 0     |
| 1     | 90 a 94 | 33    |
| 14    | 85 a 89 | 18    |
| 5     | 80 a 84 | 12    |
| 27    | 75 a 79 | 39    |
| 23    | 70 a 74 | 36    |
| 50    | 65 a 69 | 50    |
| 55    | 60 a 64 | 38    |
| 40    | 55 a 59 | 41    |
| 93    | 50 a 54 | 76    |
| 100   | 45 a 49 | 99    |
| 81    | 40 a 44 | 109   |
| 60    | 35 a 39 | 76    |
| 46    | 30 a 34 | 76    |
| 75    | 25 a 29 | 76    |
| 85    | 20 a 24 | 60    |
| 68    | 15 a 19 | 122   |
| 100   | 10 a 14 | 95    |
| 83    | 5 a 9   | 74    |
| 50    | 0 a 4   | 64    |

## Economia
El 2007 la població en edat de treballar era de 1.414 persones, 1.051 eren actives i 363 eren inactives. De les 1.051 persones actives 995 estaven ocupades (504 homes i 491 dones) i 56 estaven aturades (29 homes i 27 dones). De les 363 persones inactives 159 estaven jubilades, 132 estaven estudiant i 72 estaven classificades com a «altres inactius».

### Ingressos
El 2009 a Condé-sur-Sarthe hi havia 871 unitats fiscals que integraven 2.178 persones, la mediana anual d'ingressos fiscals per persona era de 18.749 €.

### Activitats econòmiques
Dels 121 establiments que hi havia el 2007, 1 era d'una empresa extractiva, 1 d'una empresa alimentària, 1 d'una empresa de fabricació de material elèctric, 4 d'empreses de fabricació d'altres productes industrials, 15 d'empreses de construcció, 48 d'empreses de comerç i reparació d'automòbils, 2 d'empreses de transport, 6 d'empreses d'hostatgeria i restauració, 1 d'una empresa d'informació i comunicació, 3 d'empreses financeres, 5 d'empreses immobiliàries, 20 d'empreses de serveis, 6 d'entitats de l'administració pública i 8 d'empreses classificades com a «altres activitats de serveis».
Dels 33 establiments de servei als particulars que hi havia el 2009, 1 era una oficina bancària, 2 tallers de reparació d'automòbils i de material agrícola, 1 taller d'inspecció tècnica de vehicles, 3 paletes, 2 guixaires pintors, 8 fusteries, 1 lampisteria, 5 perruqueries, 2 veterinaris, 1 agència de treball temporal, 4 restaurants, 1 agència immobiliària i 2 tintoreries.
Dels 23 establiments comercials que hi havia el 2009, 1 era un supermercat, 1 una botiga de menys de 120 m², 2 llibreries, 6 botigues de roba, 2 botigues d'equipament de la llar, 1 una botiga d'equipament de la llar, 2 botigues de mobles, 2 botigues de material esportiu, 2 botigues de material de revestiment de parets i terra, 1 un drogueria, 1 una perfumeria i 2 floristeries.
L'any 2000 a Condé-sur-Sarthe hi havia 7 explotacions agrícoles que ocupaven un total de 324 hectàrees.

## Equipaments sanitaris i escolars
L'únic equipament sanitari que hi havia el 2009 era una farmàcia.
El 2009 hi havia una escola elemental.

## Poblacions més properes
El següent diagrama mostra les poblacions més properes.